# M 144
M 144 er den første LP udgivet af det danske rockband Burnin Red Ivanhoe i sommeren 1969 og var den første dobbelt-lp i dansk rock/pop. Musikken var skrevet af Karsten Vogel – inspireret af Albert Ayler, Charlie Parker, Frank Zappa og Velvet Underground – og de fleste af teksterne af Niels Erik Wille. Den blev produceret af Franz Beckerlee og Burnin Red Ivanhoe i perioden fra februar 1969 til maj 1969 og udgivet på Sonet. Ivar Rosenberg var lydtekniker på pladen. På det tidspunkt da M 144 blev indspillet havde Karsten Vogel endnu ikke fundet en fast sammensætning, hvorfor der optræder mange musikere på pladen. De mange medvirkende musikere – der både stammede fra rock- og jazzmiljøet – var med til at give dobbelt-lp'en et spraglet og mangfoldigt udtryk.
Sangene på plade 1 er sunget på dansk og sangene på plade 2 er sunget på engelsk. Pladen opnåede stor opsigt i Danmark, Tyskland og England og regnes i dag for en klassiker inden for progressiv europæisk rock. Den udkom i 1997 på CD med bonussange. LP udgaven er meget efterspurgt, også fordi coveret, der er skabt af Frithioff Johansen, indeholder et folde-ud dukketeater. Den indgår i udgivelsen Dansk Rock Historie 1965-1978, som er en CD – gengivelse af 45 klassiske danske musikalbums. I den udgivelse skal man dog være opmærksom på at Ksilioy er fjernet fra M 144 og anbragt på en bonus-cd i samme udgivelse.
| 1.  | "Ivanhoe i Brøndbyerne" | Vogel       |  | 3:50 |
| 2.  | "Ridder Rød"            | Vogel-Wille |  | 3:48 |
| 3.  | "Saxophonepiece 1"      | Vogel       |  | 2:14 |
| 4.  | "Marsfesten"            | Vogel-Wille |  | 5:30 |
| 5.  | "Antique Peppermint"    | Vogel-Wille |  | 4:05 |
| 6.  | "Indre Landskab"        | Vogel-Wille |  | 2:57 |
| 7.  | "Jiizlou"               | Vogel-Wille |  | 2:38 |
| 8.  | "Kaj"                   | Vogel-Wille |  | 2:41 |
| 9.  | "Tingel-tangelmanden"   | Vogel-Wille |  | 5:27 |
| 10. | "Læg dig kun ned"       | Vogel-Wille |  | 3:33 |
| 11. | "Saxophonepiece 2"      | Vogel       |  | 1:50 |

| 12. | "Medardus"             | Vogel       | Hugh Steinmetz, John Tchicai og Niels Harrit | 6:34  |
| 13. | "Purple Hearts"        | Vogel       |                                              | 5:40  |
| 14. | "Larsen"               | Vogel-Wille |                                              | 3:32  |
| 15. | "Oyizl"                | Vogel       |                                              | 8:32  |
| 16. | "Ivanhoe in the Woods" | Vogel-Wille |                                              | 5:12  |
| 17. | "Ida Verlaine"         | Vogel       |                                              | 4:15  |
| 18. | "Sensitive Plant"      | Vogel-Wille |                                              | 3:18  |
| 19. | "Inside"               | Vogel       | Hugh Steinmetz, John Tchicai og Niels Harrit | 2:45  |
| 20. | "Ksilioy"              | Vogel       |                                              | 10:35 |

| 21. | "Opera" (indspillet live i Tyskland)                  | Burnin Red Ivanhoe |  | 2:21 |
| 22. | "Ornegnens Poesi" (fra De danske hjertevarmere)       | Vogel-Wille        |  | 2:34 |
| 23. | "Fødelandssoldatersang" (fra De danske hjertevarmere) | Vogel-Wille        |  | 2:24 |
| 24. | "Why Don't You Trust" (indspillet live i studiet)     | Vogel              |  | 3:39 |
| 25. | "Purple Hearts" (indspillet live i studiet)           | Vogel              |  | 3:50 |
| 26. | "Kai" (1997 version)                                  | Vogel-Wille        |  | 3:52 |

## Reference
1. ↑  Dansk Rockleksikon 1956-2002, ISBN 87-567-6525-8, side 18
2. ↑  Dansk Rockleksikon 1956-2002, ISBN 87-567-6525-8, side 99